# Iker Iturbe
Iker Iturbe Martínez de Lecea (Vitoria, 10 de julio de 1976) es un exbaloncestista español. Con 1,98 metros de altura, jugaba de ala-pívot.

## Trayectoria
Su primer equipo fue Ikastola Olabide Vitoria. Desde el año 1992 hasta el 1998 se forma como jugador en EE. UU. para volver a España en la temporada 98/99 y ser jugador del Real Madrid durante cuatro años y del Club Baloncesto Estudiantes hasta el 2007. Su siguiente destino fue Italia, jugando para el UPIM Bologna, pero la aventura fue corta porque en febrero de 2008 regresa al Real Madrid para cubrir la baja de Venson Hamilton, debutando durante la Copa del Rey que se celebra en Vitoria. Terminó su carrera de vuelta en el Club Baloncesto Estudiantes, retirándose por problemas de salud. Dotado de un gran tiro de tres puntos, disputó dos grandes competiciones con la selección española de baloncesto: los Juegos Olímpicos de Atenas 2004 y el Europeo 2005.
Su hermano Antxon también fue jugador profesional de baloncesto.

## Palmarés

### Clubes
- Liga ACB (1999-2000)

### Selección
- Campeonato de Europa Juvenil - 1993.
- Campeonato de Europa Júnior - 1994.
- Campeonato del Mundo Júnior - 1995.
- Juegos del Mediterráneo - 1997.[1]